# 上海外高桥造船
上海外高桥造船有限公司是中国船舶工业集团公司下属中国船舶工业股份的全资子公司，位于上海市浦东新区洲海路3001号，是中国一家造船企业，公司年造船能力700万载重吨以上。公司以大型船舶制造与海洋工程为主营业务，代表产品有17万吨级好望角型散货轮、11万吨级阿芙拉型油轮、30万吨级海上浮式生产储油装置、3000米深水半潜式钻井平台。